# Бенеш, Мариян
Мариян Бенеш (серб. Маријан Бенеш / Marijan Beneš; 11 июня 1951, Белград — 4 сентября 2018, Баня-Лука) — югославский боксёр, представитель средних и полусредних весовых категорий. Выступал за сборную Югославии по боксу в 1970-х годах, чемпион Европы, победитель и призёр турниров международного значения, участник летних Олимпийских игр в Монреале. В период 1977—1983 годов успешно боксировал на профессиональном уровне, владел титулом чемпиона Европейского боксёрского союза (EBU), был претендентом на титул чемпиона мира по версии Всемирной боксёрской ассоциации (WBA).

## Биография
Родился 11 июня 1951 года в Белграде, Югославия. Отец Йосип был этническим хорватом, а мать Мария (в девичестве Вукич) — сербкой. Сам Мариян не причислял себя ни к хорватскому, ни к сербскому народу, предпочитая, чтобы его считали югославом.
Детство провёл в городе Тузла, где воспитывался вместе с сестрой и тремя братьями. Поскольку его отец являлся учителем музыки, с ранних лет научился играть на пианино и скрипке. Боксом увлёкся в возрасте 10 лет, когда случайно оказался на ринге и сумел выиграть у 18-летнего боксёра. В 16 лет присоединился к боксёрскому клубу «Славия» из Баня-Луки, где проходил подготовку на протяжении всей своей любительской карьеры.

### Любительская карьера
В 1970 и 1972 годах Бенеш принимал участие в юниорских чемпионатах Европы, однако попасть здесь в число призёров не смог.
Первого серьёзного успеха на взрослом международном уровне добился в сезоне 1973 года, когда вошёл в основной состав югославской национальной сборной и выступил на домашнем чемпионате Европы в Белграде, откуда привёз награду золотого достоинства — победил здесь всех соперников в зачёте первой полусредней весовой категории, в том числе в финале взял верх над советским боксёром Анатолием Камневым. За это выдающееся достижение по итогам сезона был признан лучшим спортсменом Югославии по версии газеты «Спорт».
В 1974 году побывал на впервые проводившемся чемпионате мира по боксу в Гаване, где в 1/8 финала полусреднего веса был остановлен поляком Збигневом Кицкой.
На европейском первенстве 1975 года в Катовице так же дошёл до 1/8 финала, проиграв техническим нокаутом болгарину Пламену Янкову.
Благодаря череде удачных выступлений удостоился права защищать честь страны на летних Олимпийских играх 1976 года в Монреале, однако уже в стартовом поединке категории до 67 кг единогласным решением судей потерпел поражение от венесуэльца Педро Гамарро и сразу же выбыл из борьбы за медали.
В течение своей любительской карьеры Бенеш девять раз становился чемпионом Боснии, четыре раза чемпионом Югославии, неоднократно побеждал на первенствах Балкан и в матчевых встречах со сборными других стран. В общей сложности провёл среди любителей около трёхсот поединков.

### Профессиональная карьера
Покинув расположение югославской сборной, в августе 1977 года Бенеш успешно дебютировал на профессиональном уровне. Выступал исключительно на территории Европы, преимущественно в Германии, Австрии, Нидерландах. Отметился победами над несколькими сильными соперниками, как то багамец Элиша Обед (70-5-4) и бразилец Эвералду Коста Азеведу (72-17-26).
В 1979 году завоевал титул чемпиона Европейского боксёрского союза (EBU) в первой средней весовой категории, который впоследствии несколько раз защитил.
Поднявшись в рейтингах, в 1980 году получил право оспорить титул чемпиона мира в первом среднем весе по версии Всемирной боксёрской ассоциации (WBA), принадлежавший на тот момент непобеждённому представителю Уганды Аюбу Калуле (33-0). Чемпионский бой между ними состоялся в Дании и продлился все отведённые 15 раундов, в итоге судьи единогласным решением отдали победу Калуле (счёт 145:149, 142:149, 147:149).
Оставался активным боксёром в начале 1980-х годов, затем после длительных перерывов проводил отдельные выставочные поединки в 1991 и 1997 годах. Всего провёл на профи-ринге 39 боёв, из них 32 выиграл (в том числе 21 досрочно), 6 проиграл, тогда как в одном случае была зафиксирована ничья.

### Дальнейшая жизнь
Бенеш участвовал в Боснийской войне 1992—1995 годов, в которой потерял брата. По окончании войны постоянно проживал в Баня-Луке, был женат, имел двоих детей, но в конечном счёте развёлся. В поздние годы испытывал серьёзные финансовые трудности, жил в основном за счёт своей сестры Льильяны. Написал книгу про спорт «Другая сторона медали», также ему был посвящён документальный фильм «Жил-был чемпион» (2004).
По состоянию на 2017 год имел серьёзные проблемы со здоровьем, страдал от болезни Альцгеймера и вынужден был передвигаться на инвалидном кресле.
Умер 4 сентября 2018 года в Баня-Луке в возрасте 67 лет.